# Calhoun City
Calhoun City är en kommun (town) i Calhoun County i Mississippi. Vid 2010 års folkräkning hade Calhoun City 1 774 invånare.